# Vasszécseny
Vasszécseny là một thị trấn thuộc hạt Vas, Hungary. Thị trấn này có diện tích 17,95 km², dân số năm 2010 là 1433 người, mật độ 80 người/km².